# Coteaux du Boudouyssou et plateau de Lascrozes
Coteaux du Boudouyssou et plateau de Lascrozes este o arie protejată (sit de importanță comunitară — SCI) din Franța întinsă pe o suprafață de 1.228 ha, integral pe uscat.

## Localizare
Centrul sitului Coteaux du Boudouyssou et plateau de Lascrozes este situat la coordonatele 44°23′19″N 1°01′20″E / 44.38868°N 1.02226°E.

## Înființare
Situl Coteaux du Boudouyssou et plateau de Lascrozes a fost declarat arie specială de conservare în baza directivei 92/43 din 1992 referitoare la conservarea habitatelor naturale și a faunei și florei sălbatice pentru a proteja 8 specii de animale.

## Biodiversitate
Situată în ecoregiunea atlantică, aria protejată conține 13 habitate naturale: Păduri pe pante, grohotișuri și ravene de Tilio-Acerion, Formațiuni stabile xerotermofile de Buxus sempervirens pe pante stâncoase (Berberidion p.p.), Fânețe de joasă altitudine (Alopecurus pratensis, Sanguisorba officinalis), Pante stâncoase calcaroase cu vegetație casmofită, Păduri de Quercus ilex și Quercus rotundifolia, Pajiști uscate seminaturale și facies de acoperire cu tufișuri pe substraturi calcaroase (Festuco-Brometalia) (* situri importante pentru orhidee), Pajiști carstice calcaroase sau bazofile, de Alysso-Sedion albi, Păduri aluvionare cu Alnus glutinosa și Fraxinus excelsior (Alno-Padion, Alnion incanae, Salicion albae), Cursuri de apă de la nivel de câmpie la nivel montan, cu vegetație Ranunculion fluitantis și Callitricho-Batrachion, Ape puternic oligomezotrofe cu vegetație bentonică cu Chara spp., Peșteri inaccesibile publicului, Izvoare petrifiante cu formare de travertin (Cratoneurion), Formațiuni de Juniperus communis pe lande sau pajiști calcaroase.
La baza desemnării sitului se află mai multe specii protejate:
- mamifere (3): liliac comun (Myotis myotis), liliacul mare cu potcoavă (Rhinolophus ferrumequinum), liliacul mic cu potcoavă (Rhinolophus hipposideros)
- nevertebrate (5): Austropotamobius pallipes, croitorul mare al stejarului (Cerambyx cerdo), fluturele auriu (Euphydryas aurinia), Euplagia quadripunctaria, rădașcă (Lucanus cervus)

Pe lângă speciile protejate, pe teritoriul sitului au mai fost identificate 1 specie de plante, 8 specii de păsări, 3 specii de amfibieni, 3 specii de reptile.